# 아세아텍
주식회사 아세아텍은 대한민국의 농기계 제조 기업이다.

## 역사
1945년 9월에 아세아산업공사로 설립되었고 1978년 9월 아세아종합기계가 되었다가 2007년 3월에 현재 상호로 변경하였다.

## 테마주
황교안과 대표이사의 친분으로 인해 황교안 테마주로 분류되어 주가가 급등한 적이 있다.